# Jim MacKay
James William „Jim“ MacKay (* 9. Juni 1916 in Beaverton, Ontario; † 26. Oktober 2002 in Oakville, Ontario) war ein kanadischer Animator, Regisseur und Filmproduzent.

## Leben
MacKay studierte an der OCAD University in Toronto. Er arbeitete zunächst als Karikaturist und kam 1942 als Produktionsassistent an das National Film Board of Canada. Im folgenden Jahr wurde er Teil der Animationsgruppe des NFB und arbeitete unter anderem an der erfolgreichen Animationsreihe Chants populaires mit. In seiner Zeit am NFB experimentierte MacKay mit neuen Animationstechniken. Er schuf mit Bit it up Sucker den ersten Animationsfilm des NFB in Cel-Animation. In Stitch and Save experimentierte er mit der Animation von Bleistiftzeichnungen auf Papier und animierte in Ten Little Farmers als Erster am NFB mit farbigen Cut-Outs. Von 1945 bis 1949 leitete er als Nachfolger von Norman McLaren die Animationsabteilung A des NFB.
Nach Ende seiner Tätigkeit beim NFB gründete MacKay mit George Dunning das Animationsstudio Graphic Associates. Graphic Associates schuf vor allem Kurzanimationsfilme für die Werbung, so zum Beispiel 1949 Teeth Are to Keep, ein Kurzfilm über Mundhygiene. Das Studio veröffentlichte zudem 1950 den ersten kanadischen Farbwerbespot für einen Fernsehsender in Buffalo. Zu den Animatoren, die für Graphic Associates arbeiteten, gehörten Richard Williams und Michael Snow. Nach Dunnings Weggang zu United Productions of America 1956 führte MacKay das Studio unter dem Namen Film Design weiter und leitete es bis zu seinem Tod 2002.
Für das NFB produzierte MacKay mit Wolf Koenig 1968 Ron Tunis’ Kurzanimationsfilm The House that Jack Built, für den beide Produzenten 1969 eine Oscarnominierung in der Kategorie Bester animierter Kurzfilm erhielten.

## Filmografie
- 1943: Stitch and Save
- 1944: En roulant ma boule, Serie: Let’s All Sing Together
- 1944: Bid it Up Sucker
- 1944: Joe Dope Helps Cause Inflation
- 1947: Chantons Noël (Produzent)
- 1947: Ten Little Farmers
- 1947: Marian Congress
- 1947: Stanley Takes a Trip (mit Grant Munro)
- 1948: A Story About Breadmaking in the Year 1255 A.D.
- 1948: Time and Terrain (Produzent)
- 1949: Come to the Fair
- 1949: Teeth Are to Keep
- 1968: The House that Jack Built (mit Wolf Koenig)